# Ruta 707 (Costa Rica)
La Ruta 707, oficialmente Ruta Nacional Terciaria 707, es una ruta nacional de Costa Rica ubicada en las provincias de San José y Alajuela.

## Descripción
En la provincia de San José, la ruta atraviesa el cantón de Turrubares (el distrito de San Pablo).
En la provincia de Alajuela, la ruta atraviesa el cantón de Atenas (los distritos de Atenas, Jesús, Escobal).